# 1298

## Události
- 12. února – zásnuby Václava III. s Alžbětou, dcerou uherského krále Ondřeje III. ve Vídni
- 21. července – Bitva u Falkirku, anglický král Eduard I. porazil Skoty vedené Williamem Wallacem.
- 9. září – V bitvě u Korčuly se střetla loďstva Janovské a Benátské republiky. Bitva skončila vítězstvím Janova.
- První zmínka o nejstarším pivovaru na Moravě, v Černé Hoře jako templářském pivovaru.
- První písemná zmínka o obci Hrádek u Sušice. Jako svědek darovací smlouvy je uváděn vladyka Přibyslav z Hrádku. Je pravděpodobné, že obec existovala již dříve.

## Narození
- Albrecht II. Moudrý, rakouský vévoda (†20. července 1358)
- Jindřich Habsburský, vévoda rakouský a štýrský († 3. února 1327)

## Úmrtí
- 2. července – Adolf Nasavský, císař Svaté říše římské (* cca 1250)
- 13. července – Jacobus de Voragine, arcibiskup a kronikář (* 1230)
- 25. srpna – Albrecht II. Saský, saský vévoda a kurfiřt (* cca 1250)
- 12. října – Eleonora Anglická, hraběnka z Baru (* 18. června 1264/1269)
- ? – Kuan Chan-čching, čínský dramatik z období dynastie Jüan (* 1210)

## Hlava státu
- České království – Václav II.
- Svatá říše římská – Adolf Nasavský – Albrecht I. Habsburský
- Lucemburské hrabství – Jindřich VII.
- Papež – Bonifác VIII.
- Anglické království – Eduard I.
- Francouzské království – Filip IV. Sličný
- Navarrské království – Johana I.
- Benátská republika – Pietro Gradenigo
- Polské knížectví – Václav I. Český
- Uherské království – Ondřej III.
- Byzantská říše – Andronikos II. Palaiologos
- Osmanská říše – Osman I.